# Université Transylvania (Lexington)
Pour les articles homonymes, voir Université Transilvania.
L'université Transylvania est une université privée américaine située à Lexington (Kentucky). Elle a été créée en 1780 et est la première université au Kentucky. Elle offre 46 programmes de specialisation, ainsi qu'un programme conjoint en ingénierie. Son programme médical a diplômé 8 000 médecins en 1859.
La dénomination, selon le site officiel de l'université, n'a pas d'autre lien qu'étymologique avec la région européenne homonyme : il signifie en latin « par-delà les forêts ». Ce nom provient de la colonie de Translvanie (en) qui existait entre 1775 et 1776.
Transylvanie est l’alma mater de deux vice-présidents des États-Unis, deux justices de la Cour suprême des États-Unis, 50 membres du Sénat des États-Unis, 101 membres du Congrès des États-Unis, 36 gouverneurs américains, 34 ambassadeurs américains, et le président des États confédérés d'Amérique.

## Histoire
Transylvania est la première université à l’ouest des Appalaches. Thomas Jefferson était le gouverneur de la Virginie quand l’Assemblée de Virginie a affirmé en 1780 que le Séminaire Transylvania était établi avant que le Kentucky soit devenu un État lui-même. L’école s’est établie dans une cabane en rondins dans la comté de Boyle avant de s’établir à Lexington en 1789.

## Campus
L'université est située dans un espace urbain à Lexington. Il y a 24 bâtiments, 3 pistes d'athlétisme, et 3 espaces pour manger. Le campus est divisé par la rue North Broadway : à l'est se trouvent les bâtiments académiques ; à l'ouest se trouvent les résidences. 

### Campus académique
L'administration universitaire est basée dans Old Morrison, le bâtiment le plus vieux sur campus. Le bâtiment Carpenter contient les facultés d'anglais, de philosophie, d'histoire, des sciences politiques, des langues etrangères, et des classiques. Le centre athlétique, nommé le Centre Clive M. Beck, contient un gymnase. Il y a aussi Mitchell Fine Arts, dans lequel on peut étudier les beaux-Artes; Brown Science Center, dans lequel on peut étudier les sciences naturelles; et Cowgill, dans lequel on peut étudier l'économique et l'éducation. 

### Résidences
La moitié occidentale contient les espaces résidentielles pour les étudiants. Les dormitoires inclurent: Dalton-Voigt Hall, Kincaid Hall, Bassett Hall, Thomson Hall, Poole Residence Center, et Rosenthal Apartment Complex.

## Académique
Transylvania utilise un processus d'admission sélectif et internationel. Elle offre actuellement 46 spécialisations académiques et 37 sous-spécialisations, ainsi que plusieurs programmes pré-professionnels. Il y a quatre divisions académiques: les beaux-Arts, les sciences humaines, les sciences sociales, et la science naturelle et la mathématique. Les étudiants ont l'opportunité de créer leurs propres programmes d'études. En 2018, elle est devenue la première université au Kentucky à s'affilier avec le Corps de la paix afin d'établir un programme préparatoire. Ce programme sert à préparer les étudiants pour le travail international et le service avec le Corps de la paix.

## Anciens étudiants
- Jefferson Davis
- Anne Hazen McFarland
- William T. Barry
- John Cabell Breckinridge

## Professeurs distingués
- Henry Clay, professeur de droit
- Constantin Rafinesque, professeur de botanie, enterré en campus